# Vienna Mesterton
Vienna Nanny Maria Mesterton, född 5 mars 1865 i Uppsala, död 11 november 1946 i Matteus församling i Stockholm, var en svensk slöjdlärare och kvinnosakskvinna, verksam från Säbylund. Hon var en central kvinnosakskvinna i Örebro län.

## Biografi
Mesterton föddes i Uppsala. Hon utbildade sig till lärare i slöjd vid Nääs slöjdlärareseminarium, och arbetade som det vid Uppsala samskola och vid Nya elementarskolan för flickor i Örebro.
Mesterton var under många år ordförande för föreningen för kvinnans politiska rösträtt i Örebro, samt för samma förbunds länsavdelning i Örebro län. I länet var hon även ordförande för Moderata kvinnoförbundet, samt i Fredrika Bremer-förbundets krets i Kumla. Hon var även ordförande i Röda korset i Kumla och Hallsberg, samt satt i styrelsen för lanthushållsskolan vid Kävesta folkhögskola. I andrakammarvalet i Sverige 1921 kandiderade Mesterton, då bosatt på Säbylund, för Högerpartiet, bakom sittande riksdagsledamot Thorsen Thorsell på listorna för Örebro läns norra valkrets. Även Jenny Wallerstedt kandiderade på Örebro läns riksdagslistor.
År 1917 mottog Mesterton Svenska frivilliga sjukvårdsväsendets silvermedalj av kung Gustaf V. Hon är begravd på Uppsala gamla kyrkogård.